# Проезжая часть

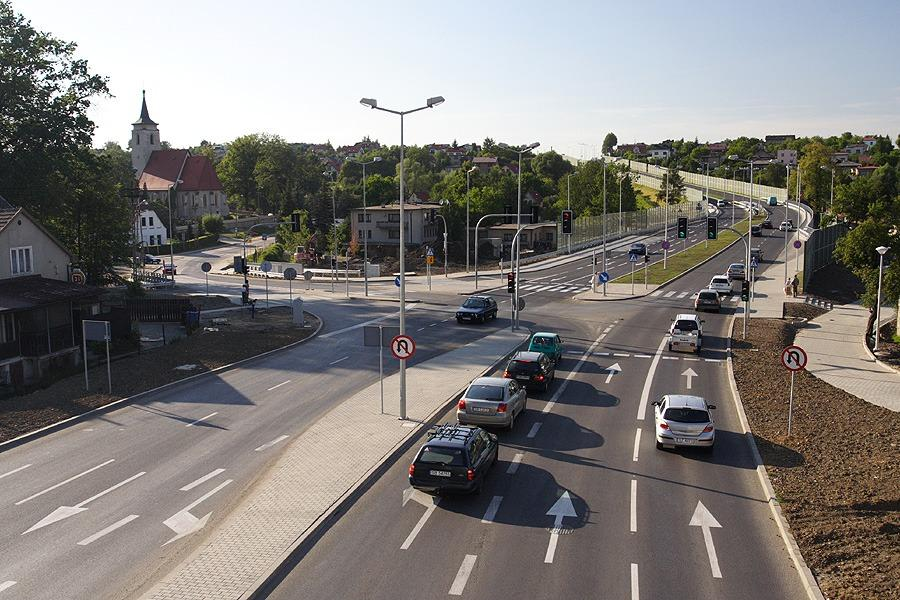
Проезжие части отделены от разделительных полос и тротуаров бордюрами.

Прое́зжая часть — элемент дороги или дорожного сооружения, предназначенный для движения безрельсовых транспортных средств.
Кроме механических транспортных средств, по проезжей части могут двигаться также велосипеды и мопеды (в случае отсутствия велосипедных дорожек), а также пешеходы (в случае отсутствия тротуаров и обочин или невозможности движения по ним). С проезжей частью может быть совмещён рельсовый путь для движения железнодорожного транспорта. При отсутствии обочин проезжая часть предназначена и для остановки/стоянки транспортных средств.
Дорога может иметь одну или несколько проезжих частей, между которыми располагаются разделительные полосы. Часто устраивают две проезжие части — по одной для каждого направления, что повышает безопасность движения. Иногда устраивают четыре проезжих части — две центральные для основного движения и две боковые для местного движения и для остановки/стоянки.
Как правило, каждая из проезжих частей имеет по крайней мере две полосы движения, чтобы можно было произвести опережение и разъезд.